# Meta, Campania
Meta là một đô thị ở tỉnh Napoli ở vùng Campania, cách khoảng tỉnh lỵ Napoli 25 km về phía đông nam. Tại thời điểm ngày 31 tháng 12 năm 2004, đô thị này có dân số 7.943 người và diện tích là 2,2 km².
Meta giáp các đô thị: Piano di Sorrento, Vico Equense.